# Fernando Viola
Fernando Viola (Torrazza Piemonte, Provincia de Turín, Italia, 14 de marzo de 1951 - Roma, Provincia de Roma, Italia, 5 de febrero de 2001) fue un futbolista italiano. Se desempeñaba en la posición de centrocampista.

## Clubes
| Club            | País   | Año         |
| --------------- | ------ | ----------- |
| Juventus F. C.  | Italia | 1971 - 1972 |
| Mantova F. C.   | Italia | 1972 - 1973 |
| Juventus F. C.  | Italia | 1973 - 1975 |
| Cagliari Calcio | Italia | 1975 - 1976 |
| S. S. Lazio     | Italia | 1976 - 1977 |
| Bologna F. C.   | Italia | 1977 - 1978 |
| S. S. Lazio     | Italia | 1978 - 1982 |
| Genoa C. F. C.  | Italia | 1982 - 1984 |
| Barletta Calcio | Italia | 1984 - 1985 |
| A. S. Subiaco   | Italia | 1985 - 1986 |

## Palmarés

### Campeonatos nacionales
| Título  | Club           | País   | Año     |
| ------- | -------------- | ------ | ------- |
| Serie A | Juventus F. C. | Italia | 1971-72 |
| Serie A | Juventus F. C. | Italia | 1974-75 |